# Untitled Remix
Untitled Remix — ремиксовый альбом электроклэшевой группы Client, издан 11 апреля 2008 года на лейбле Out of Line в Германии.

## Об альбоме
Для электропоповых групп выпуск альбома ремиксов – шаг более чем ожидаемый целевой аудиторией. Звучание «Untitled Remix» простирается от привычного для группы Client тоталитарного электродиско («Suicide Sister» в обоих представленных миксах) до нехарактерного ей минимализма («Drive (Eyerer And Namito Rmx)»). Отдельного упоминания заслуживают немецкие ветераны Die Krupps, участвующие в песне «Der Amboss». На альбоме появляется прежде не выпускавшийся трек Sorry.

## Список композиций
1. Suicide Sister — Client, Douglas McCarthy
2. Drive [Eyerer and Namito RMX]
3. Zerox Machine [N Joi Radio Edit]
4. Lights Go Out [Unterart Mix]
5. Der Amboss — Die Krupps feat. Client
6. Drive [Dobro Lovemix by Boosta]
7. It’s Not Over [Cherrystone Mix]
8. Sorry — Replica feat. Client
9. It’s Not Over [Lost Outside Mix]
10. Suicide Sister [Zip Mix]
11. Drive [Fuchs and Horn Remix]
12. It’s Not Over [Kindle Remix]
13. Drive [Rich Samuels Nightdriving Mix]